# Oude Kerk de Delft
Pour les articles homonymes, voir Oude Kerk.
L' Oude Kerk (en français Vieille Église) est une église protestante néerlandaise du XIIIe siècle de style gothique située à Delft (province de Hollande-Méridionale), aux Pays-Bas.
Initialement appelée église Sainte-Hippolyte, elle est appelée église Saint-Barthélemy à partir du milieu du XIIIe siècle, reprenant le prénom de son bienfaiteur, Barthélemy van der Made, qui entreprend des travaux de transformation de l'église durant le XIIIe siècle.

## Histoire

### Moyen Âge
Bien qu'on retienne 1246 comme l'année de fondation de l'église, il existait vraisemblablement au même endroit une église en bois dont l'existence remonterait à 1050 environ. Cette église est la plus ancienne actuellement existante à Delft, précédant la Nieuwe Kerk, construite de 1384 à 1496.
Elle se trouve au bord du Vieux Canal. 
Depuis le XVIe siècle, elle comporte trois chœurs et une amorce de transept. Elle se caractérise par sa tour de 75 mètres, inclinée d'environ deux mètres. Cette tour encastrée dans la nef principale est construite sur les fondations d'une tour de garde. Elle abrite la deuxième plus grosse cloche des Pays-Bas, pesant neuf tonnes.

### Époque contemporaine
Les verrières datant de 1972 ont été exécutées par Joep Nicolas.

## Personnalités inhumées dans l'Oude Kerk
De nombreuses pierres tombales servent de pavement.
- Abraham Gorlaeus, érudit et antiquaire collectionneur
- Elizabeth Morgan, fille du noble Philippe de Marnix de Sainte-Aldegonde (1608)
- Clara van Spaerwoude (1615), noble et bienfaitrice
- Piet Hein (1629), amiral
- Jan Stalpaert van der Wiele (1630), écrivain
- Maarten Tromp (1653), amiral
- Balthasar van der Ast (1657), peintre
- Regnier de Graaf (1673), physicien et anatomiste
- Johannes Vermeer (1675), peintre
- Hendrick Cornelisz. van Vliet, peintre, qui a peint l'intérieur de l'église (1675)
- Jan Verkolje (1693), peintre
- Antoine Heinsius (1720), homme d’État
- Antoni van Leeuwenhoek (1723), scientifique
- Dirck Scholl (1727), compositeur
- Hubert Kornelisz. Poot (1733), poète

## Galerie

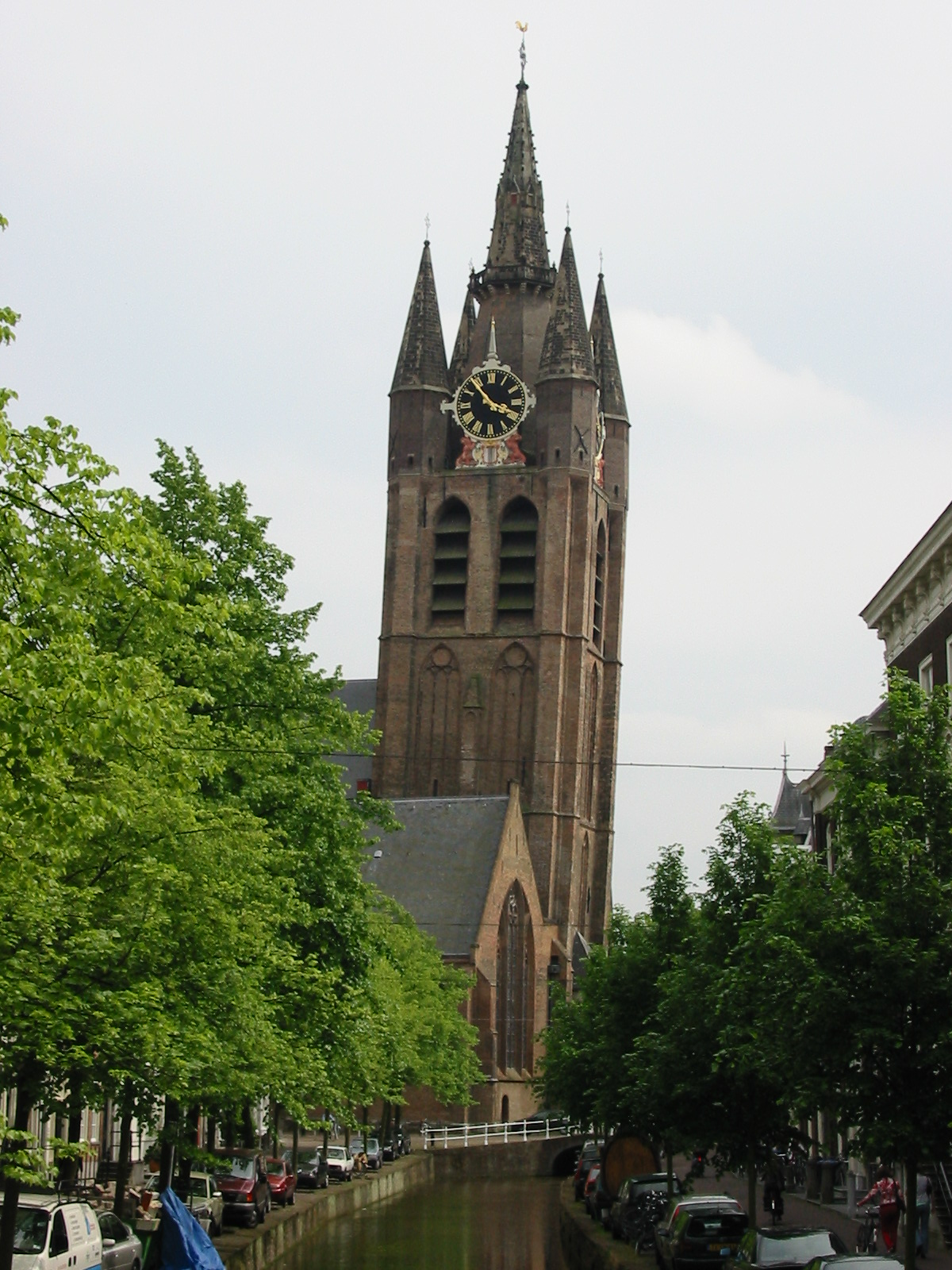
La tour penchée de l'église de Delft.
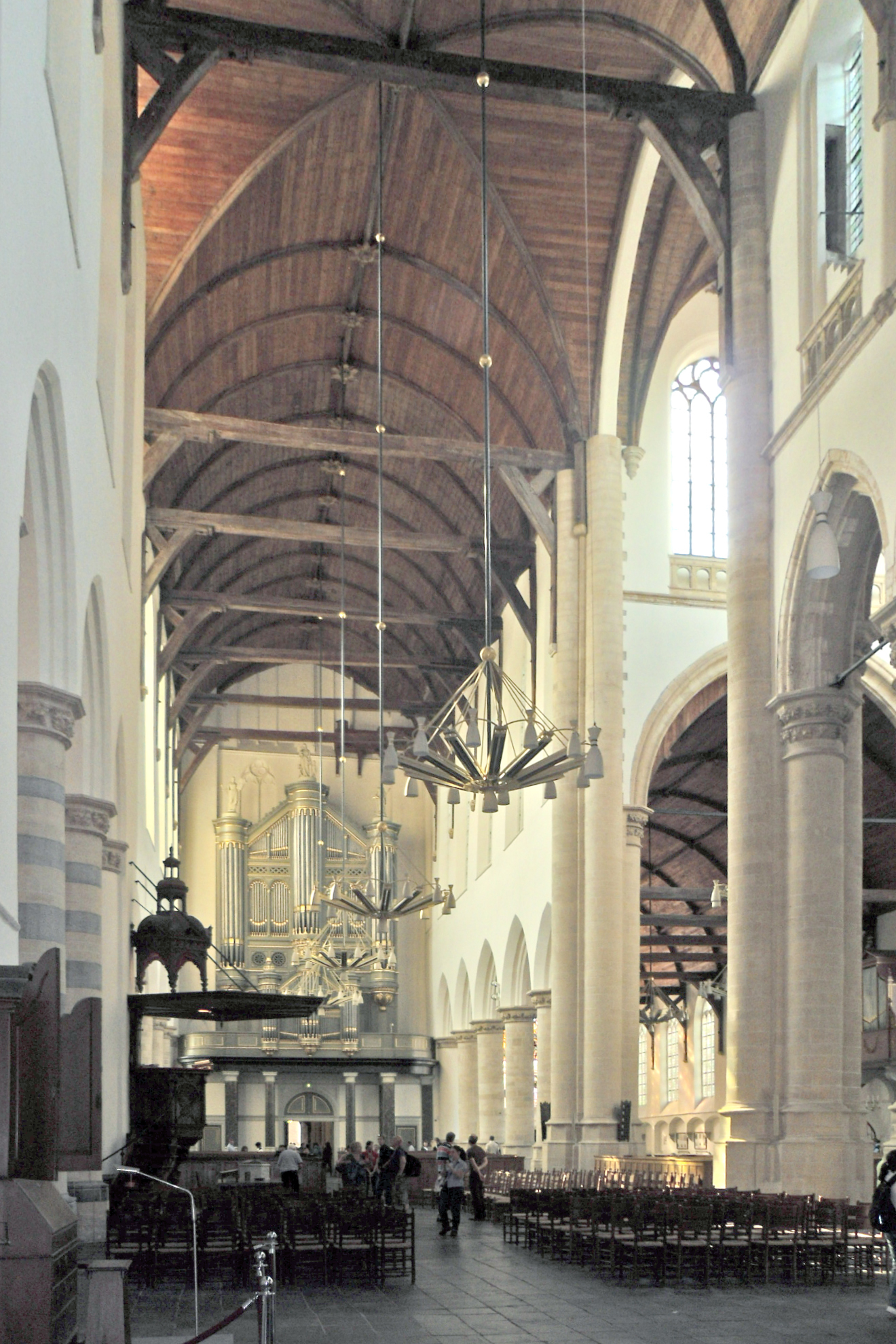
Intérieur de l'église de Delft.
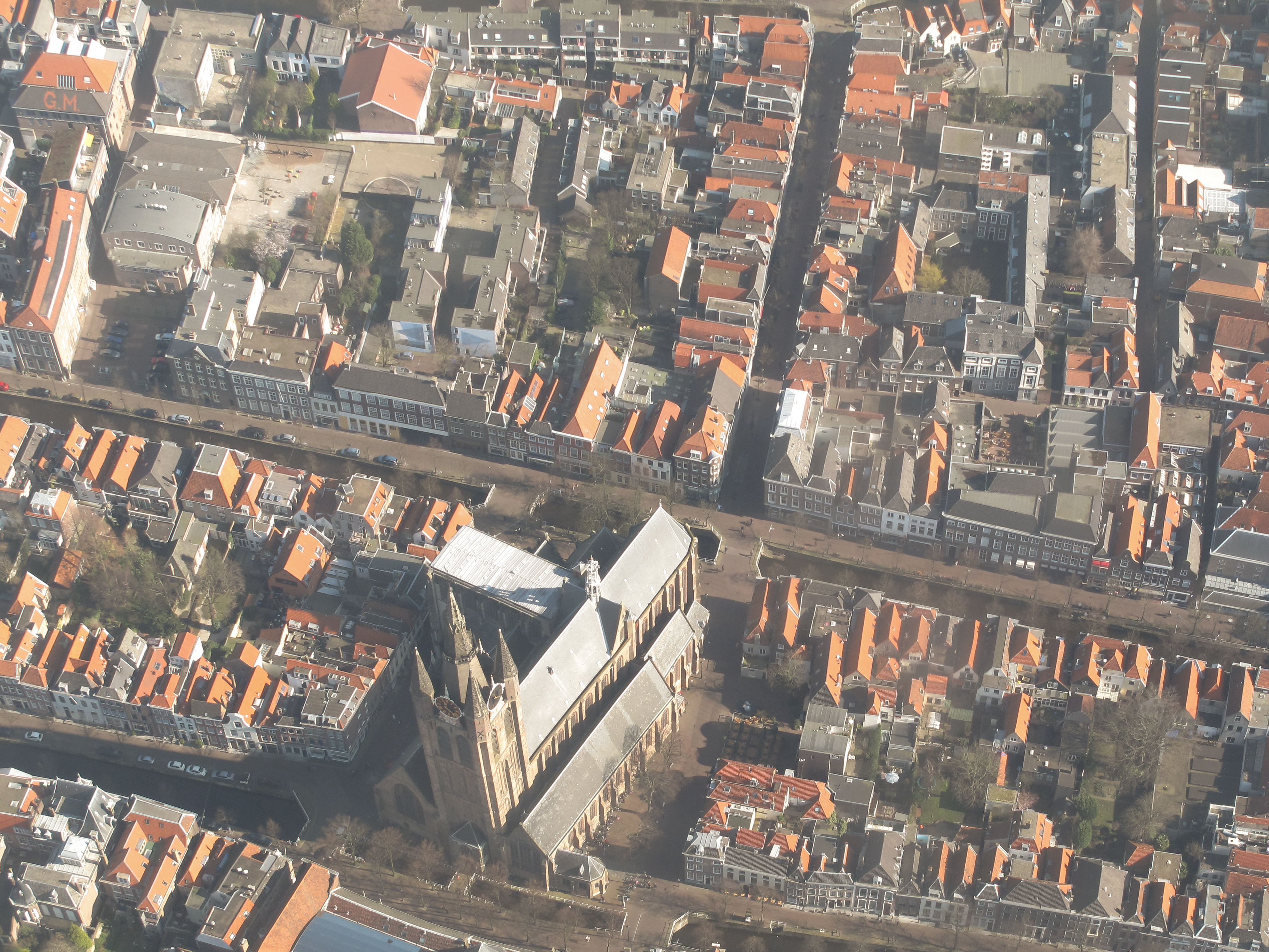
L'église.
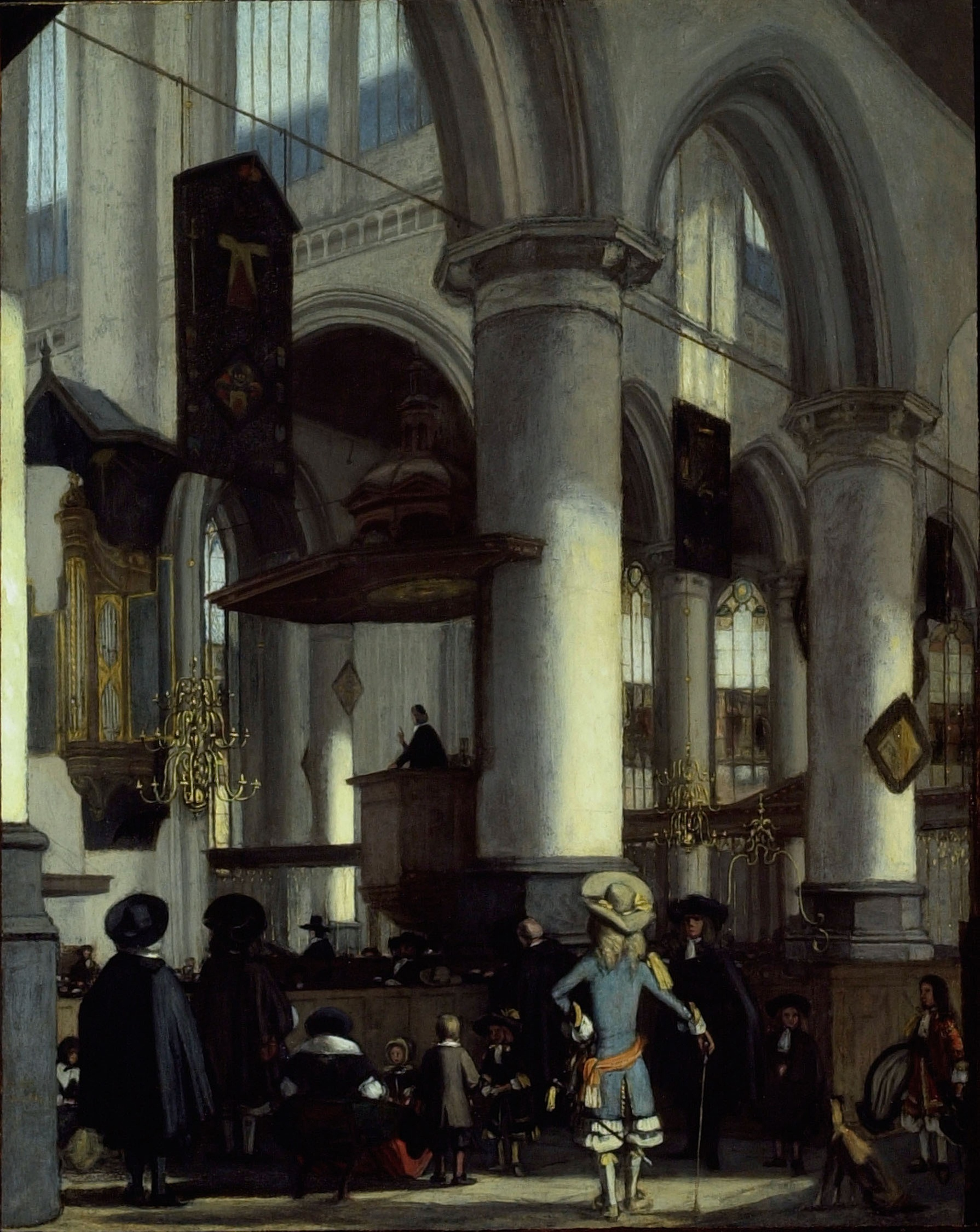
Intérieur de l'église de Delft par Emanuel de Witte.
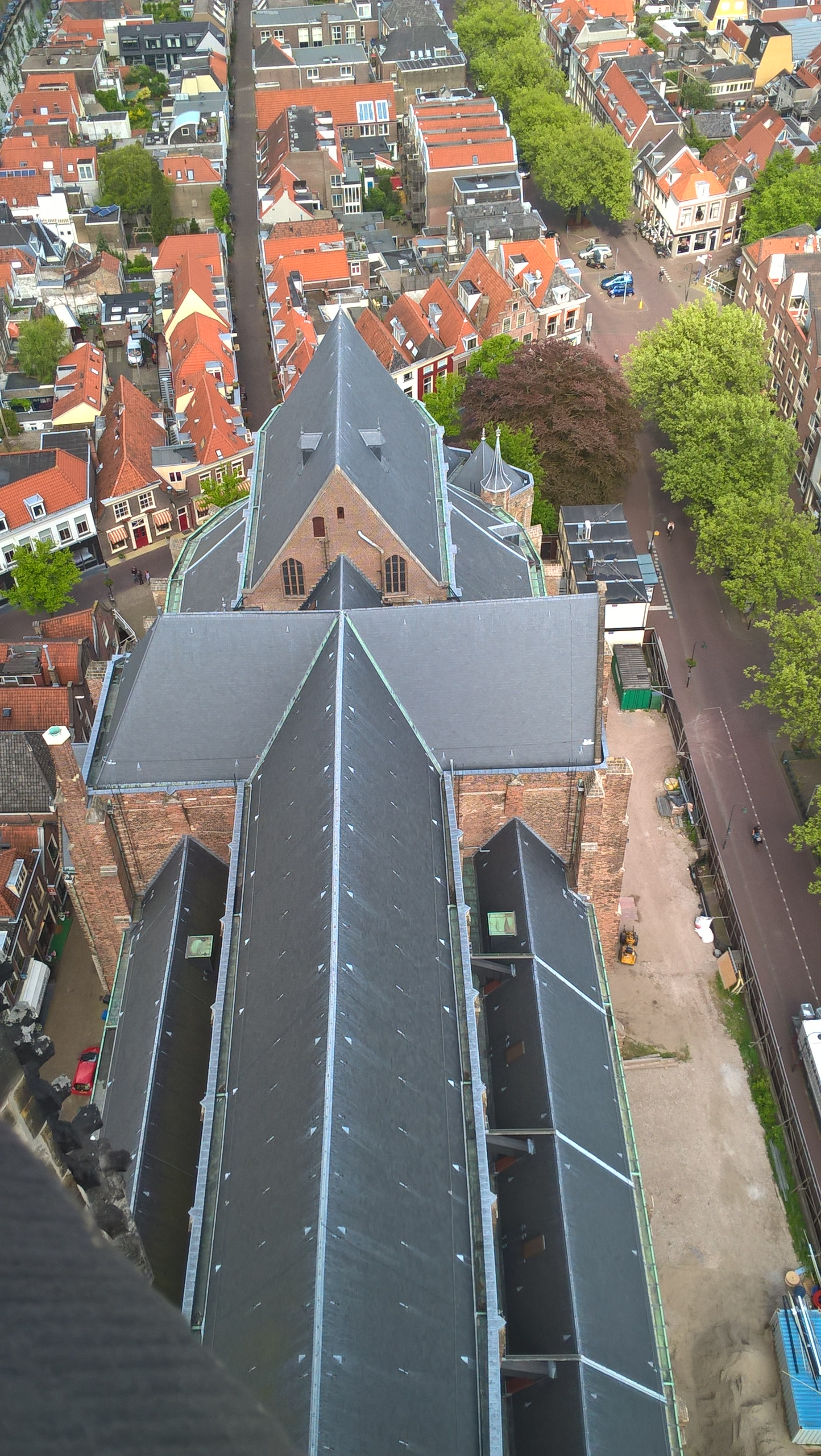
Vue en hauteur de la nef, de la croisée, du chœur et des collatéraux de la Oude Kerk depuis son clocher.
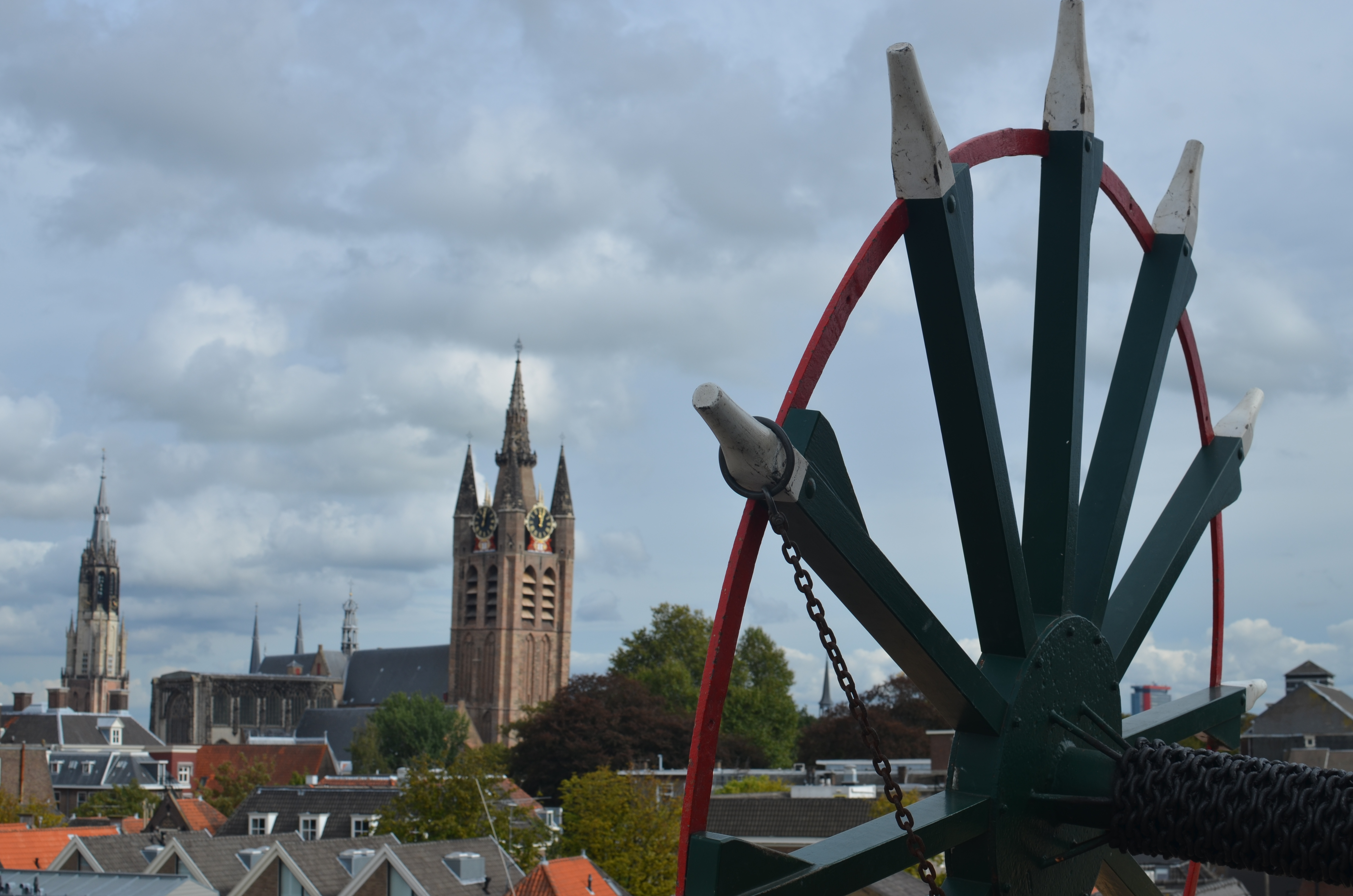
Vue du clocher de l'église depuis le haut du moulin De Roos.